# Павел Христов (революционер)
Вижте пояснителната страница за други личности с името Павел Христов.
Павел Христов с псевдоними Аристотел, Асиазаме, Лукаров, Савел, Семкин, П. Лукарчев и П. Езеров е български учител и революционер и държавник, виден деец на Вътрешната македоно-одринска революционна организация.

## Биография

### Ранни години
Павел Христов е роден в 1874 година в голямото битолско село Цапари. Завършва гимназия в Лом през 1894 година и се връща в Македония като учител. Учителства в Прилеп, Кичево, Костур и Битоля. През 1895 година влиза в редовете на ВМОРО и бързо се издига в нейната йерархия. В Прилеп е член на околийския революционен комитет. Става ръководител на Костурския революционен район (1898 – 1901), помагат му Кузо Стефов, Лазар Поптрайков и Михаил Николов. През 1901 година е заловен от османските власти и прекарва 3 години в Корчанския затвор.
След Илинденско-Преображенското въстание в 1903 година е избран за член на Битолския окръжен революционен комитет.
През август 1907 година Христов е председател Битолския конгрес. Конгресът коригира правилника от 1905 година, който е непригоден за работа в нелегални условия и изглажда противоречията между отделни дейци в окръга. Решено е да се поднови активната революционна дейност в окръга след провала на реформената акция и да се създаде структурата „ревизионна чета“ за повишаване на финансовия контрол над околийските каси.
На Рилския конгрес на ВМОРО в 1905 година е делегат от Битолския окръг, а на Кюстендилския конгрес в 1908 година е избран за член на Централния комитет. След Младотурската революция е училищен инспектор в Битоля. Той и Петко Пенчев разговарят с управляващия солунското търговско агентство Янко Пеев за сътрудничеството на ВМОРО с Младотурския комитет. Пред него заявяват:
| „ | Ний сме били и продължаваме да бъдем българи националисти, защото считаме мнозинството на македонското население за чисто българско и не можем да направим разлика между съдбата на българите, живущи в Княжеството, и ония, живущи в Македония и Одринско. | “ |

През декември 1909 година, след промяната на политиката на младотурското правителство към ликвидиране на националните организации и налагане на османизма, Христов е арестуван заедно с Георги Попхристов, Георги Николов, Александър Евтимов, Аце Дорев и Милан Матов по аферата с убийството на ренегата Йово Йованович. След два месеца затвор всички са оправдани от военен съд и освободени.
В 1910 – 1911 година е задграничен представител на ВМОРО в София и подпомага организационното възстановяване на Битолски революционен окръг.

### Войни за национално обединение
През Балканските войни Павел Христов е доброволец в Македоно-одринското опълчение. Първоначално е в четата на Панайот Карамфилов, после оглавява чета №23, съставена от 13 души, действаща в Битолско в помощ на сръбските войски. Той и Кръсте Маликов с над 400 четници прекъсват на няколко места железопътната линия между Лерин и Кременица и предизвикват паника в тила на турските войски при Битоля.
| Чета №23 на МОО с командир Павел Христов | Чета №23 на МОО с командир Павел Христов | Чета №23 на МОО с командир Павел Христов | Чета №23 на МОО с командир Павел Христов | Чета №23 на МОО с командир Павел Христов | Чета №23 на МОО с командир Павел Христов |
| Номер                                    | Име                                      | Години                                   | Околия                                   | Селище                                   | Бележки                                  |
| ---------------------------------------- | ---------------------------------------- | ---------------------------------------- | ---------------------------------------- | ---------------------------------------- | ---------------------------------------- |
|                                          | Иван Робков (Ропков)                     | 28                                       | Ениджевардарско                          | Крива                                    |                                          |
|                                          | Кръсте Маликов                           | 36                                       | Леринско                                 | Хасаново                                 |                                          |
|                                          | Стоян Андонов Иванов                     | 21 (22, 23)                              | Гевгелийско                              | Боймица                                  |                                          |
|                                          | Христо Божинов (Божанов)                 | 28 (30)                                  | Ениджевардарско                          | Гумендже                                 | бронзов медал                            |

През Междусъюзническата война е в Сборната партизанска рота. През септември 1913 година Христов е един от основните организатори и ръководители на българо-албанското Охридско-Дебърско въстание. На 12 септември 1913 година неговата чета заедно с четата на Петър Чаулев влиза тържествено в освободения Охрид. Павел Христов влиза в ръководното тяло на временното българско управление. След погрома на въстанието Христов се оттегля в Албания, където се свързва с албанските революционери за ново сътрудничество.
През есента на 1913 година Христо е назначен за главен български учител в Албания и заедно с назначения за български архиерейски наместник Търпо Поповски пристига в Драч на 26 ноември. Там обаче двамата са арестувани от местния управител Есад паша Топтани, който обаче, подкупен от сръбски и гръцки агенти, ги интернира във Валона. Освободени са благодарение на намесата на ресенските търговци Михаил Татарчев и Коста Стрезов, както и на влиятелния българофил Хасан бей Прищина. Българският генерален консул във Валона Тодор Павлов изпраща Поповски и Коста Мирчев в Шкодра, където да открият българско училище, а Христов и Григор Ошавков в Дебърско. В Поле и Голо бърдо те се опитват да съдействат за връщане на бежанците и да възстановят българското учебно дело като назначават нови учители.
По време на Първата световна война Павел Христов заедно с Петър Чаулев е начело на голяма организационна чета, която действа в тила на сръбската армия и освобождава град Крушево три дни преди идването на българските войски. Между 1915 – 1918, когато Вардарска Македония е в пределите на България, Павел Христов е окръжен финансов ръководител, а по-късно и окръжен управител на Битоля.

### Обществена дейност
След войната Христов е в редиците на левицата и влиза във Временното представителството на обединената бивша ВМОРО. В 1921 година заминава за Албания като представител на Македонската федеративна организация, където заедно с Александър Протогеров сключва договор с албанските революционери, начело с Хасан бей Прищина, за съвместна борба срещу сръбската власт във Вардарска Македония и Косово, според който Албания трябва да получи Новопазарския санджак и Косово, Македония да стане независима държава, а Дебърският санджак се обявява за спорен.

Павел Христов умира на 6 юни 1922 година в София от туберкулоза. За него Спиро Василев пише в списание Илюстрация Илинден: 
| „ | Ако покойният Павел Христов не е между най-първите – между Даме, Гоце, Пере, Гьорче и Матов, – той е един измежду първите след петимата водачи на революционна Македония. Такъв е той за Костурско... | “ |